# Episodi di Colombo (sesta stagione)
La sesta stagione della serie televisiva Colombo, composta da 3 episodi, è stata trasmessa sul canale statunitense NBC dal 10 ottobre 1976 al 22 maggio 1977.
In Italia è stata trasmessa su Rai 2 dal 1° al 29 novembre 1981.
| nº | Titolo originale                      | Titolo italiano       | Prima TV USA     | Prima TV Italia  |
| -- | ------------------------------------- | --------------------- | ---------------- | ---------------- |
| 1  | Fade in to Murder                     | Ciak si uccide        | 10 ottobre 1976  | 29 novembre 1981 |
| 2  | Old Fashioned Murder                  | Delitto d'altri tempi | 28 novembre 1976 | 1º novembre 1981 |
| 3  | The Bye-Bye Sky High I.Q. Murder Case | Prova d'intelligenza  | 22 maggio 1977   | 22 novembre 1981 |

## Ciak si uccide
- Titolo originale: Fade in to Murder
- Diretto da: Bernard L. Kowalski
- Scritto da: Lou Shaw e Peter Feibleman

### Trama
Ward Fowler è un attore televisivo di successo, divenuto popolare per la sua interpretazione del personaggio dell'ispettore Lucerne in una serie televisiva di genere poliziesco. All'origine del suo successo vi è in realtà la sua produttrice ed ex amante Clare Daley, che lo aveva scoperto in Canada, a Toronto, dove recitava in parti di scarsa importanza, sotto altro nome d'arte. Clare è una dominatrice e persino il marito Sid è costretto ad obbedire anche se è co-produttore con Clare della serie in questione, ma si consola della sua sudditanza dalla moglie con la segretaria Molly. In particolare, l'ultimo capriccio di Clare è quello di voler aumentare ancora il già lauto stipendio di Fowler, con la scusa che se questi lascia la serie al termine del contratto, i coniugi Daley si trovano sul lastrico. In realtà Clare sa benissimo che Fowler non la lascerà mai poiché lei ha informazioni sul suo passato che lo rovinerebbero come attore, fatto che le consente di ricattarlo pretendendo indietro in nero una parte dei suoi guadagni. Così egli decide di ucciderla ed allo scopo inscena una falsa rapina ad un negozio ove sa che, quella sera, Clare si recherà andando ad un appuntamento. Travestito quindi da rapinatore Fowler rapina il negozio, stordisce il titolare per impedire che veda il seguito, ed uccide Clare con una rivoltellata alla schiena. Ma Colombo non la beve e comprende presto che la rapina era solo una copertura per deviare i sospetti, mentre il vero scopo era l'assassinio di Clare. Fowler ha utilizzato per questo una delle armi in dotazione agli studi televisivi cui poteva avere accesso e proprio questo, unitamente ad una sua dimenticanza, condurrà Colombo nella giusta direzione.
- Guest star: Shera Danese (Molly), Alan Manson (Sid Daley), Lola Albright (Clare Daley), William Shatner (Ward Fowler), Walter Koenig (sergente Johnson), Timothy Carey (Tony)
- Nota. Questo è il primo dei sei episodi della serie nei quali ha recitato la moglie del protagonista Peter Falk, Shera Danese interpretando la particina della bionda Molly, l'avvenente segretaria di Sid Daley. Danese conobbe Peter Falk, interprete del tenente Colombo, sul set di Mikey and Nicky, un film americano di Elaine May del 1976 tra i cui interpreti vi era anche John Cassavetes.[1] Nel dicembre del 1977 Danese sposò Falk, la coppia rimase unita per quasi 34 anni, sino alla scomparsa dell'attore, avvenuta il 23 giugno 2011.
- Nota. In questo episodio compaiono William Shatner e Walter Koenig, già compagni di set durante le tre stagioni della serie classica di Star Trek alla fine degli anni sessanta. Shatner sarà guest star, e ancora l'assassino, in un altro episodio della decima stagione di Colombo, Edizione straordinaria per un delitto.
- Nota. Nella versione italiana il telecronista che commentava una partita di baseball in TV era il giornalista sportivo Gianfranco De Laurentiis.

## Delitto d'altri tempi
- Titolo originale: Old Fashioned Murder
- Diretto da: Robert Douglas
- Scritto da: Peter S. Feibleman

### Trama
Ruth Litton, efficiente zitella in una ricca famiglia composta da lei, dalla sorella Phillis Litton vedova Brandt, dal fratello celibe Edward Litton e dalla figlia di Phillis, Jeannie Brandt, ha vissuto tutta la vita e vive ancora per un museo di arte antica di proprietà della famiglia, che tuttavia costa ai pur ricchi proprietari molto più di quanto renda, al punto da convincere Edward a caldeggiarne la vendita. Temendo che la sorella Phillis si trovi d'accordo con lui e metta così lei in minoranza, organizza l'uccisione del fratello utilizzando un nuovo sorvegliante, Milton Shaeffer, i cui trascorsi non sono dei più limpidi, che è stato assunto pochi giorni prima dalla nipote Jeannie, in quanto fratello del suo amante. Milton viene convinto, con la promessa di 100.000 dollari, a perpetrare nottetempo un furto nel museo, la cui refurtiva verrà risarcita dall'assicurazione: Milton consegnerà la refurtiva a Ruth e fuggirà poi all'estero con un passaporto falso ed il denaro procuratigli dalla donna stessa, ma al momento di lasciare il museo con la refurtiva, Ruth spunta all'improvviso e lo uccide con una rivoltellata. All'accorrere del fratello Edward, che nonostante la tarda ora era ancora nel museo per terminarne l'inventario, Ruth uccide anche lui utilizzando però la rivoltella sottratta al momento al defunto Milton. Versione ufficiale: Milton ha tentato il furto nel museo, Edward lo ha sorpreso ed i due si sono ammazzati a vicenda. Ma Colombo non ci crede: perché Milton, sotto la tuta da guardiano, era vestito da turista diretto ai Caraibi, pur non potendo, dati i suoi trascorsi, disporre di un passaporto? E perché il giorno prima si è fatto acconciare da uno dei più noti parrucchieri di Los Angeles ed ha detto a tutti che stava per partire? E perché il malcapitato ladro ha raccolto in una borsa tutta la refurtiva (antichi oggetti in oro e pietre preziose) ad eccezione di una grossa spilla, anch'essa di grande valore, che si è messa invece in tasca nonostante nella borsa vi fosse ancora molto spazio anche per quella? Infine, Colombo capisce che la luce della sala in cui è avvenuta la sparatoria era stata spenta dopo il fatto, il che porta alla conclusione che dovesse sicuramente essere presente una terza persona. Un maldestro tentativo di Ruth di far incriminare la nipote, nascondendo un reperto, definito da lei rubato due settimane prima del duplice omicidio e scoperto da Edward, nel guardaroba di Jeannie, conferma Colombo nei suoi sospetti e l'arresto dell'unica colpevole è imminente. 
- Guest star: Peter S. Feibleman (Milton Shaeffer), Joyce Van Patten (Ruth Litton), Celeste Holm (Phillis Litton), Tim O'Connor (Edward Litton), Jeannie Berlin (Jeannie Brandt)
- Nota. Colombo smaschera l'assassina riascoltando la registrazione di un inventario fatto la sera del delitto (30 aprile) da cui evince che l'oggetto in questione era presente quella sera e non sottratto 15 giorni prima; purtroppo nella traduzione in italiano Colombo dice che la registrazione è del 13 aprile e non del 30 per la somiglianza fra le due parole in inglese.
- Nota. In questo episodio, Colombo, pur intuendo la colpevolezza della sospettata, non riesce a trovare né prove schiaccianti che la colleghino al delitto né il movente del crimine. Riesce solo, verso la fine, a provare il tentativo di depistaggio, inducendo infine la colpevole a rilasciare piena confessione.

## Prova d'intelligenza
- Titolo originale: The Bye-Bye Sky High IQ Murder Case
- Diretto da: Sam Wanamaker
- Scritto da: Robert Malcolm Young

### Trama
In un club privato, riservato a una ristretta élite di personaggi dal quoziente intellettivo sopra la media, viene commesso un omicidio. Il tenente Colombo sopraggiunge per portare avanti le indagini, ma il delitto è stato effettuato con modalità alquanto insolite, praticamente senza quasi lasciare alcun indizio. Infatti, una sottilissima macchinazione è stata messa in atto da uno dei geni del club per riuscire a depistare Colombo. La maniacale attenzione per i dettagli e un'accurata serie di interrogatori permetteranno al tenente di far venire alla luce la verità.
- Guest star: Theodore Bikel (Oliver Brandt), Sorrell Booke (Bertie Hastings), Jamie Lee Curtis (cameriera)
- Nota. La vittima è interpretata da Sorrell Booke, il celebre Boss Hogg in Hazzard, ma aveva già partecipato all'episodio della terza stagione Il canto del cigno.
- Nota. Jamie Lee Curtis, al suo debutto televisivo, interpreta il breve ruolo di una cameriera che ha un breve battibecco con il tenente Colombo a causa di una ciambella. L'anno successivo diventerà molto famosa come attrice principale del film horror Halloween - La notte delle streghe.
- Nota. Il titolo dell'episodio si deve a un quesito logico che l'indagato sottopone al tenente Colombo al momento in cui si conoscono: trovare con una sola pesata un sacco di lingotti falsi fra tanti sacchi di lingotti veri. Colombo accetta la sfida e ne descrive la soluzione prima di chiudere il caso e arrestarlo. Un ulteriore test sull'associazione di idee proposto dall'assassino viene risolto immediatamente. Questo episodio aggiunge alle caratteristiche di Colombo quella di avere un QI superiore alla media.
- Nota. Durante la scena dell'omicidio viene riprodotto da un LP un brano tratto dall'opera Romeo e Giulietta, composta da Pëtr Il'ič Čajkovskij.